# Arrondissement de Buk

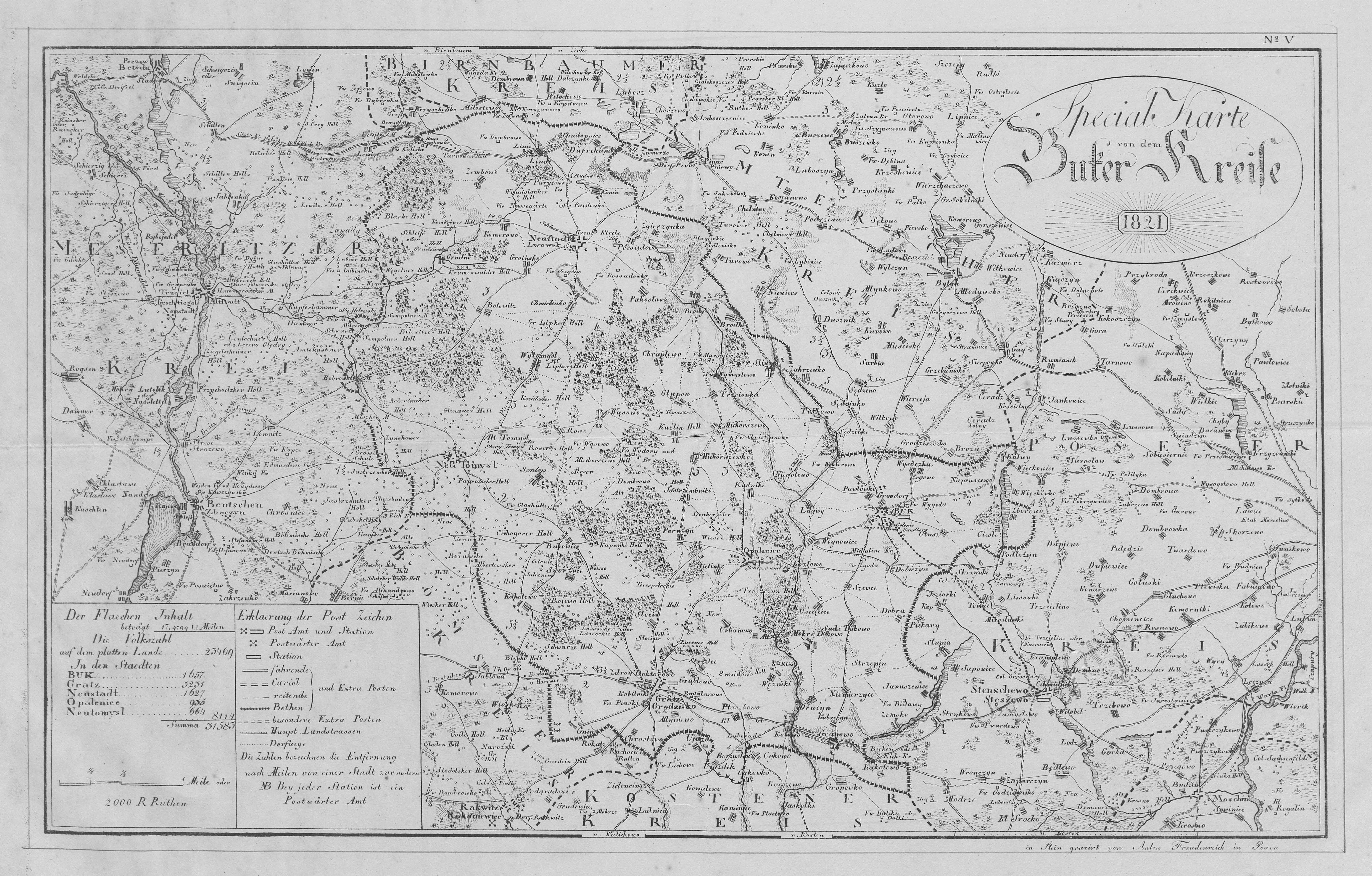
Le quartier de Buk

L'arrondissement de Buk, à l'ouest de la province prussienne de Posnanie, existe de 1818 à 1887. L'ancien territoire de l'arrondissement appartient désormais à la voïvodie polonaise de Grande-Pologne .

## Histoire
Le territoire autour de la ville polonaise occidentale de Buk appartient à la province prussienne de Prusse-Méridionale après le deuxième partage de la Pologne de 1793 à 1807. Avec la paix de Tilsit en 1807, la région est rattachée au nouveau duché de Varsovie, mais tombe aux mains du Congrès de Vienne le 15 mai 1815, il est de nouveau rattaché au royaume de Prusse, où il appartient désormais au district de Posen, dans le grand-duché de Posen.
Dans le cadre des réformes administratives prussiennes, le 1er janvier 1818, l'arrondissement de Buk est formé principalement à partir de parties des anciens arrondissements de Bomst et Posen (de) . La ville de Neutomysl (à partir de 1875 Neutomischel) devient le chef-lieu de l'arrondissement et le siège du bureau de l'arrondissement. En tant que partie de la province de Posnanie, l'arrondissement devient partie intégrante du nouvel Empire allemand, tandis que les représentants polonais au nouveau Reichstag le 1er avril 1871.
L'arrondissement de Buk est divisé en cinq villes de Buk, Grätz, Neustadt bei Pinne, Neutomischel et Opalenitza ainsi qu'en communes et districts de domaine, qui sont regroupés en districts de police. Il a une superficie de 952 km².
Le 1er octobre 1887, l'arrondissement de Buk est dissous. Le nouveau arrondissement de Neutomischel est formé à partir de la moitié Ouest et le nouveau arrondissement de Grätz est formé à partir de la moitié Est.

## Évolution de la démographie
| Année | Habitants | Source |
| ----- | --------- | ------ |
| 1818  | 28 255    | [ 6 ]  |
| 1846  | 49 398    | [ 7 ]  |
| 1871  | 57 889    | [ 8 ]  |

La population de l'arrondissement est composée d'environ deux tiers de Polonais et d'environ un tiers d'Allemands .

## Politique

### Administrateurs de l'arrondissement
1820–182400von Glowczewski
1820–182400Schubert
1824–186800…
1868–187400Bernhard von Richthofen
1874–999900Carl Bischoff (de)
1874–188100Ludwig Zachariae (de)
1881–188700Richard Klapp (de)

### Élections
L'arrondissement de Buk appartient à la 4e circonscription du district de Posen du Reichstag. La circonscription est remportée par les candidats de la Fraction polonaise à toutes les élections du Reichstag entre 1871 et 1887 :
- 187100Alfred von Zoltowski (de)
- 187400Joseph von Zoltowski (de)
- 187700Joseph von Zoltowski
- 187800Theophil Magdzinski
- 188100Marzel von Zoltowski (de)
- 188400Ludwig von Mycielski
- 188700Ludwig von Mycielski

## Communes
En 1871, les communes suivantes appartiennent à l'arrondissement :
| - Albertoske - Alt Dombrowo - Alt Tomysl - Blake - Bollwitz - Borzyslaw - Brodki - Brody - Buk, ville - Bukowiec - Chmielinko - Chraplewo - Chrustowo - Cichagora - Dakowy Mokre - Dakowy Suche - Dobierzyn - Dobra - Doktorowo - Druzyn - Dürnbund - Glinau - Glupon - Gnin - Granowo - Grätz, ville - Gromblewo - Gronsko - Groß Lipke | - Grossdorf - Grudno - Januschewice - Jastrzembnik - Kalwy - Klein Lipke - Kobylnik - Komorowo Dorf - Komorowo Hauland - Konin - Konkolewo - Konkolewo Hauland - Kopanke - Kotowo - Kozielaski - Kozlowo - Krummwalde - Krystianowo - Kubatschin - Kurowo - Kuschlin - Lagwy - Lassowko - Lenker Hauland - Linde - Michorzewko - Michorzewko Hauland - Michorzewo - Mischke-Bobrowko | - Mlyniewo - Neu Bollwitz - Neu Dombrowo - Neufeld - Neu Rose - Neustadt bei Pinne, ville - Neustadt Vorstadt - Neutomischel, ville - Niegolewo - Niepruschewo - Opalenitza, ville - Otusch - Pakoslaw - Paprotsch - Paulsdorf - Piaski - Porazyn - Ptaschkowo - Rojewo - Rose - Rudnik - Scherlanke - Schleife - Schwarzhauland - Sempolno - Sielinko - Sliwno - Slocin Dorf - Slocin Hauland | - Snowidowo - Sontop - Strzelce - Strzempin - Sworzyce - Szewce - Tarnowce - Terespotocke - Troszczyn - Trzcianka - Turkowo - Ujazdek - Urbanowo - Usciencice - Weisshauland - Wengielno - Wiktorowo - Wojnowice - Wonsowo - Woznik - Wymyslanke - Wysotschka - Wytomysl - Zdroy - Zegowo - Zembowo - Zemsko - Zgierzynka - Zinskowo |